# تپه قه مه چه رمو
تپه قه مه چه رمو مربوط به دوران پیش از تاریخ ایران باستان عصر مس و سنگ است و در شهرستان قروه، بخش ئیلاق، دهستان ییلاق جنوبی، روستای مرادآباد واقع شده و این اثر در تاریخ ۶ اسفند ۱۳۸۵ با شمارهٔ ثبت ۱۷۴۴۶ به‌عنوان یکی از آثار ملی ایران به ثبت رسیده است.